# Ilha Maria Francisca
A Ilha Maria Francisca está situada no litoral do estado brasileiro de Santa Catarina, entre o sul da ilha de Santa Catarina e o continente. Faz parte do território do município de Florianópolis. 
Abaixo uma foto da ilha Maria Francisca. 

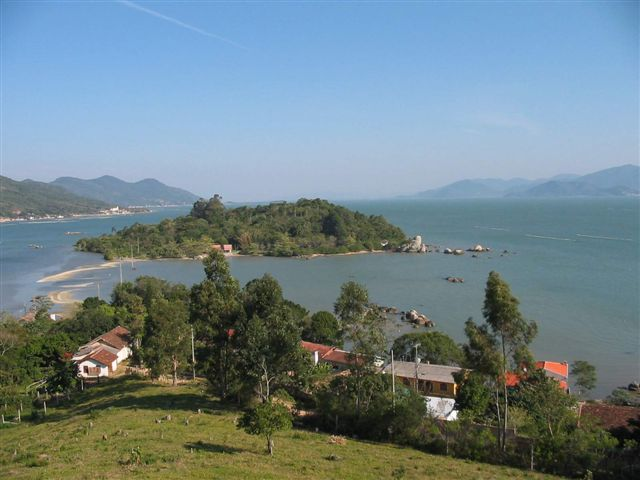
A ilha Maria Francisca (baía sul, Florianópolis, Santa Catarina, Brasil).